# Rozeta (botanika)
U botanici, rozeta je kružni raspored lišća ili struktura koje podsjećaju na lišće.
Kod cvjetnica rozete obično sjede blizu tla. Njihova struktura primjer je modificirane stabljike u kojoj se međučvorovi između listova ne šire, tako da svi listovi ostaju čvrsto skupljeni zajedno i na sličnoj visini. Neki kukci potiču razvoj žuči koje su lisnate rozete.
U briofitima i algama, rozeta je rezultat opetovanog grananja talusa kako biljka raste, što rezultira kružnim obrisom.

## Taksonomije
Mnoge porodice biljaka imaju sorte s morfologijom rozete; posebno su česti kod Asteraceae (kao što su maslačak), Brassicaceae (kao što je kupus) i Bromeliaceae. Paprat Blechnum fluviatile ili novozelandska vodena paprat (kiwikiwi) je rozetasta biljka.

## Funkcija u cvjetnicama
Često se rozete formiraju u višegodišnjim biljkama čije gornje lišće odumire dok preostala vegetacija štiti biljku. Drugi oblik se javlja kada se internodije duž stabljike skrate, čime se listovi zbliže, kao kod salate, maslačka i nekih sukulenata. Kad biljke kao što je salata prebrzo rastu, stabljika se umjesto toga izdužuje, što je stanje poznato kao zavrtnje. U drugim oblicima, rozeta se nalazi u dnu biljke (kao što je maslačak), a tu je i glavni korijen.

### Zaštita
Dio zaštitne funkcije rozete poput maslačka je to što se teško iščupa iz zemlje; listovi se lako odstranjuju dok glavni korijen ostaje netaknut.
Još jednu vrstu zaštite pruža cvjetna rozeta, koja je dio uzgojnog oblika divovskog roda Espeletia u Južnoj Americi, koja ima dobro razvijenu stabljiku iznad zemlje. U tropskim alpskim okruženjima, veliki izbor biljaka u različitim biljnim obiteljima i različitim dijelovima svijeta razvio je ovaj oblik rasta karakteriziran zimzelenim rozetama koje rastu iznad marcescentnog lišća. Primjeri za koje je potvrđeno da ovaj raspored poboljšava preživljavanje, pomaže u ravnoteži vode ili štiti biljku od ozljeda hladnoćom su Espeletia schultzii i Espeletia timotensis, obje iz Anda.

## Oblik
Oblik rozete je struktura, odnos dijelova i varijacija unutar njega, kao što je prikazano u sljedećoj studiji iz herbarija :
- Dryas octopetala (Rosaceae) ima lisnu rozetu lisnih ploški s kratkom peteljkom, tanke listove jajolikog oblika sa srcolikim osnovama s jasno i pravilno nazubljenim rubovima i pojedinačne cvjetove na obično dugim peteljkama ili peteljkama, dva do četiri centimetra preko. Cvjetovi imaju sedam do devet, često i više bijelih jajastih latica. Čašični listići su lancetasti.[5]
- Silene nutans (Nottingham Catchfly, Caryophyllaceae) pokazuje enziformno-lancetaste listove. Blago rozetasti prizemni listovi su veći i drugačijeg oblika od rijetkih, nasuprotnih listova na stabljici.[5] To se objašnjava činjenicom da bočni izdanci s jako produženim internodijama mogu izvirati iz rozeta. Imaju jedan ili više cvjetova na vrhu, poput jaglaca. Osobito kod dvogodišnjih biljaka, glavni izdanak također može rasti s produženim internodijama, pa čak i granati se. Nije neobično da se listovi rozete i mladice razlikuju po obliku.[1]

Kao oblik, dakle, "rozeta" se koristi za opisivanje biljaka koje neprestano rastu kao rozeta i nezrele faze biljaka kao što su neke paprati.